# Aldii
Aldii so bili po srednjeveških germanskih zakonih polsvobodni  podložniki z družbenim položajem med svobodnjaki in sužnji in se pogosto zmotno zamenjujejo s tlačani. Bili so brez političnih in vojaških pravic in vezani na zemljo, ki so jo obdelovali, vendar so se lahko poročali in se branili na sodišču.  Imeli so svojo ceno (wergild),  ki je bila nižja od cene svobodnjakov, in je bila omejena samo na njihovo lastnino.  Če jih je kdo okradel, poškodoval ali ubil, je moral krivec oškodovancu ali njegovi družini za odškodnino plačati wergild. 

## Sklica
1. ↑  Wergild Arhivirano 2016-07-16 na Wayback Machine..  dictionary.reference.com, Pridobljeno 1. avgusta 2016.
2. ↑  Drew, Katherine Fischer. The Lombard laws. University of Pennsylvania Press, 1973.